# Hawiye
Los Hawiye (en somalí: Hawiiye, en árabe: بنو هوية‎) son un clan somalí. Los miembros del clan viven principalmente en la región central y sur de Somalia, en Ogaden y en la Provincia Nororiental (actualmente administradas por Etiopía y Kenia, respectivamente), y en menor número en otros países. Como muchos somalies, los miembros de los Hawiye trazan su ascendencia de Irir Samaale. La Agencia Central de Inteligencia (CIA) y el Observatorio de Derechos Humanos indican que los Hawiye son el mayor clan somalí. Los Hawiye también son el clan dominante en Mogadiscio, la capital de la Somalia.

## Árbol del clan
No hay ningún acuerdo claro sobre el clan y las subestructuras del clan y muchas líneas son omitidas. La lista a seguir se basa en Conflict in Somalia: Drivers and Dynamics de 2005 del Banco Mundial y en la publicación del Home Office del Reino Unido, Somalia Assessment 2001.
- Hawiye
  - Baadicade
  - Gaaljal
  - Hawadle
  - Abgaal (Abgal)
    - Harti
      - Angonyar
      - Warsangeli
      - Abokor

    - Wabudhan
      - Da'oud
      - Rer Mattan
      - Mohamed Muse

    - Wa'esli

  - Murosade
  - Sheekhaal (Sheikal)
  - Habar Gidir (Haber Gedir)
    - Sa'ad
    - Suleiman
    - Ayr
    - Sarur

  - Waadan

En la parte sur central de Somalia el Banco Mundial muestra a árbol de clan siguiente:
- Hawiye
  - Karanle
    - Murusade

  - Gorgate
    - Abgal
    - Habargidir
    - Sheikhal
    - Duduble
    - Ujeien

  - Gugun-Dhabe
  - Rarane
  - Haskul
  - Jambeele
    - Hawadle
    - Galje'el
    - Ajuran
    - Dagodi

En Puntland, el Banco Mundial revela el siguiente:
- Hawiye
  - Habar Gidir
  - Abgall
  - Biyamaal
  - Hawaadle
  - Murursade
  - Ujuuran